# Friedrich Wilhelm Ritschl
Friedrich Wilhelm Ritschl (Großvargula, 6 aprile 1806 – Lipsia, 9 novembre 1876) è stato un latinista e filologo classico tedesco, noto soprattutto per essere stato un fervido studioso dei testi del commediografo romano Plauto.

## Biografia
Insegnò in varie università, tra cui quella di Halle, Breslavia, Lipsia e Bonn. È noto anche per essere stato insegnante del filosofo Friedrich Nietzsche.
Ritschl fondò la rivista Rheinisches Museum für Philologie. Alla sua scuola si formarono alcuni importanti filologi dell'Ottocento. Il giovane Nietzsche, che inviò nel 1872 al venerato maestro la sua Nascita della tragedia, ne ebbe in risposta un'importante, pacata lettera ammonitrice.
Ritschl studiò Eschilo, Dionigi di Alicarnasso, i grammatici alessandrini e bizantini; anticipò Karl Lachmann nella classificazione genealogica dei codici; scoprì il Carmen de moribus di Catone; studiò il palinsesto plautino dell'Ambrosiana e, nel 1848, iniziò l'edizione delle commedie di Plauto, compiuta poi dagli allievi.